# Angelo Mosso

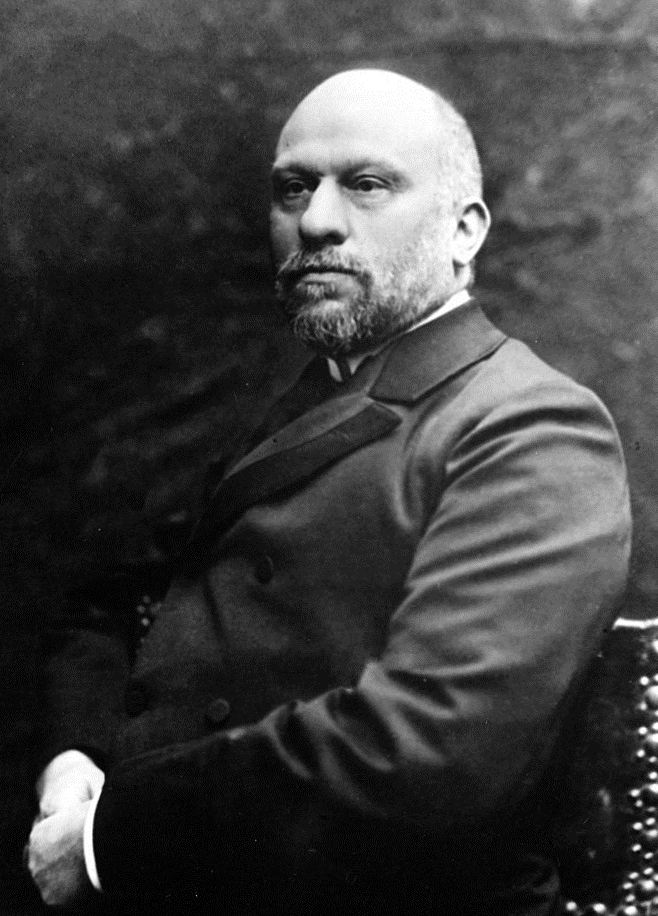
Angelo Mosso

Angelo Mosso (ur. 30 maja 1846 w Turynie, zm. 24 listopada 1910 tamże) – włoski fizjolog. Wynalazca pierwszej techniki neuroobrazowania, polegającej na zapisie pulsacji kory mózgowej pacjentów z ubytkami kostnymi w czaszce po zabiegach neurochirurgicznych. Stwierdził, że pulsacje te mają związek z aktywnością myślową i napływem krwi do odpowiednich części mózgu.
Członek Królewskiej Szwedzkiej Akademii Nauk (od 1897).

## Prace
- Saggio di alcune ricerche fatte intorno all’accrescimento delle ossa. (Tesi di laurea) Napoli 1870
- Sopra un nuovo metodo per scrivere i movimenti dei vasi sanguigni dell’uomo. Atti Acad Sci (Turin) 11 (1875) 21
- Introduzione ad una serie di esperienze sui movimenti del cervello nell' uomo. Archivio per le scienze mediche I, Fasc. 2, 1876
- Esperienze sui movimenti del cervello nell´uomo. (Mosso, A. & Giacomini, C.) Archivo per le scienze mediche, I, fasc. 3, Torino, Vincenzo Bona 1877, p. 278
- Osservazioni sui movimenti del cervello di un idiota epilettico. (Mosso, A. & Albertotti, G.) R. Accademia di Medicina di Torino, 1877
- Die Diagnostik des Pulses in Bezug aud die localen Veränderungen desselben. Leipzig 1879
- Sulla circolazione del sangue nel cervello dell' uomo. Atti di Lincei. Me. Sc. Fis., Ser. 3, Vol. 5, 7 Dicembre 1879, p.237
- Über den Kreislauf des Blutes im menschlichen Gehirn. Leipzig, Veit 1881
- Die Furcht. 1889
- Ueber die Gesetze der Ermüdung: Untersuchungen an Muskeln des Menschen. Archiv für Physiologie: 89-168 	(1890)
- Die Ermüdung. Leipzig 1892
- Die Temperatur des Gehirns. Leipzig, Veit 1894
- Sphygmomanomètre pour mesurer la pression du sang chez l’homme. Arch Ital Biol 23 (1895) 177
- Der Mensch in den Hochalpen. Leipzig 1899

## Odznaczenia
- Order Sabaudzki Cywilny[2]
- Order Świętych Maurycego i Łazarza III, IV i V klasy[2]
- Order Korony Włoch III i V klasy[2]